# Pra Quem Tem Fé
Pra Quem Tem Fé é um EP ao vivo do cantor Nani Azevedo, lançado em 2021 pela Central Gospel, após ser curado da Covid-19.
O álbum foi produzido por Gesiel Jasson e William Abdiel. As canções do álbum foram gravadas ao vivo na Assembleia de Deus de Londrina (PR), com participação de um coral formado por 80 jovens e adolescentes das cidades de Londrina, Arapongas e Rolândia. E traz a regravação de "Bendito Serei", que deu nome ao seu primeiro álbum lançado em 2007.
Antes do lançamento do EP foram lançados os singles "Cristo no Barco", " Rompendo a Multidão", "Isaías 43" e "Pra Quem Tem Fé", que dá nome ao álbum.

## Faixas
1. Cristo no Barco
2. Isaías 43
3. Rompendo a Multidão
4. Pra Quem Tem Fé
5. Bendito Serei